# Delirante

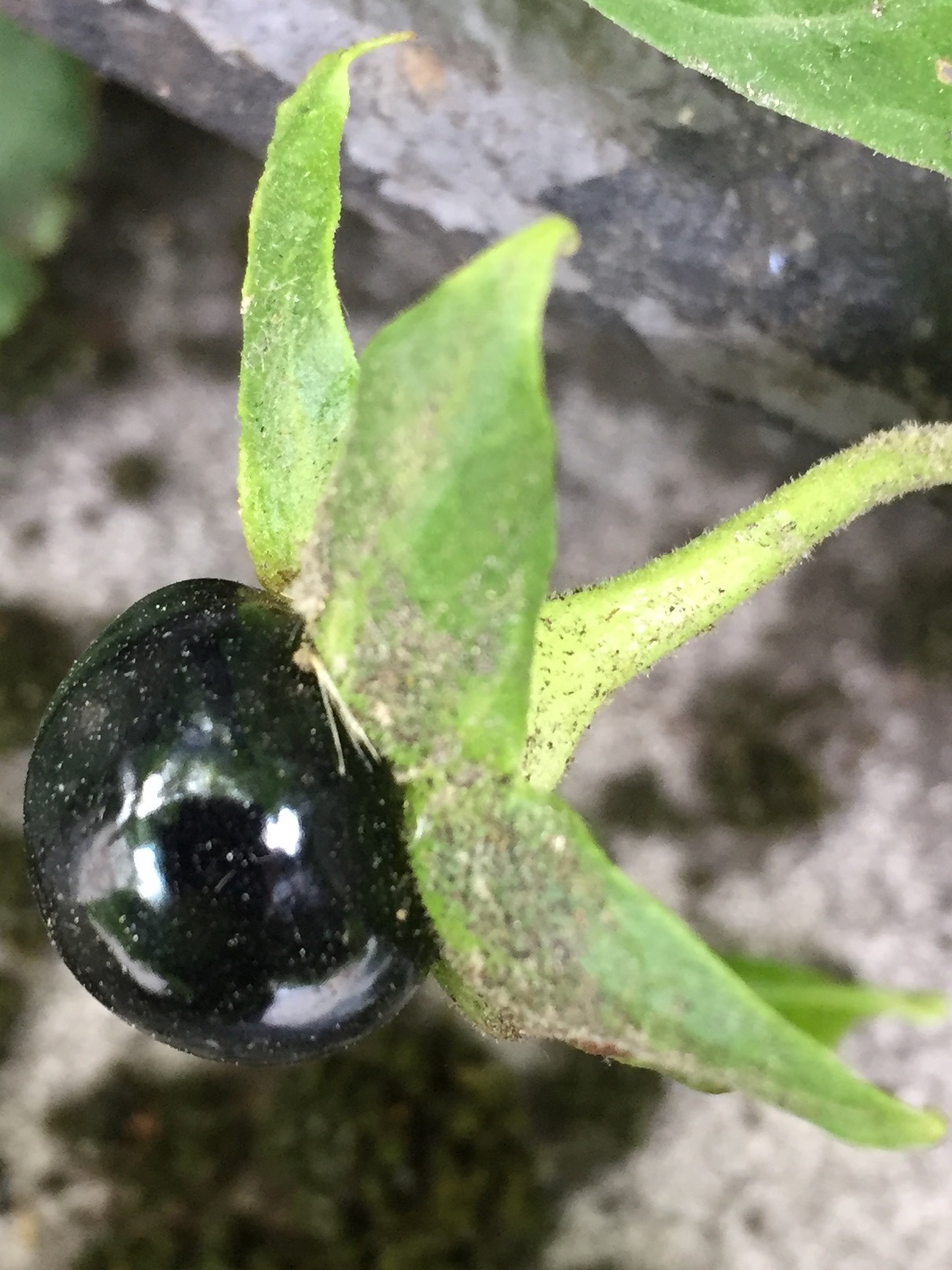
Atraente, mas altamente tóxico: fruto de Atropa belladonna

Os delirantes são uma classe de alucinógenos. O termo foi introduzido por David F. Duncan e Robert S. Gold para distinguir essas drogas das psicodélicas, como LSD, e das dissociativas, como a cetamina. Os delirantes têm como principal efeito o delirium, em oposição aos estados mais lúcidos produzidos por outros alucinógenos. O termo é geralmente usado para se referir a drogas anticolinérgicas, substâncias que inibem a função do neurotransmissor acetilcolina . Exemplos típicos ou comuns de delirantes incluem Datura e doses mais altas do que as recomendadas de difenidramina e outros anti-histamínicos.

## Efeitos
Os efeitos de delírio manifestados, particularmente pelos anticolinérgicos, é caracterizado por estupor, agitação, confusão, confabulação, disforia, acatisia, alucinações ou ilusões visuais realistas, realização inconsciente de comportamentos "fantasmas", como despir-se de roupas e arrancar fios de cabelo. Outros comportamentos comumente relatados incluem manter conversas completas com pessoas imaginadas e ser incapaz de reconhecer o próprio reflexo no espelho.
Os efeitos listados são febres delirantes, sonambulismo, estado de fuga ou episódio psicótico (particularmente porque o sujeito tem controle mínimo sobre suas ações e muitas vezes tem pouca ou nenhuma lembrança da experiência). Por isso, diferem dos efeitos tradicionais dos psicodélicos serotoninérgicos .

## Substâncias delirantes
Delirantes de ocorrência natural são encontrados em espécies vegetais como Atropa belladonna (beladona), várias espécies de Brugmansia (trombetas de anjo), Datura stramonium (zabumba), Hyoscyamus niger (meimendro) e Mandragora officinarum (mandrágora) na forma de alcalóides tropânicos (principalmente escopolamina, atropina e hiosciamina). Compostos sintéticos como difenidramina e dimenidrinato também são delirantes em altas doses. A noz-moscada (embora supostamente não seja tão forte ou desagradável quanto a difenidramina ou a escopolamina) também é considerada um delirante devido à sua propensão a causar sintomas do tipo anticolinérgico quando ingerida em grandes doses. Esses efeitos são causados pelos compostos miristicina e elemicina [en], encontrados no óleo essencial de noz-moscada e podem durar vários dias, da mesma forma que os alcaloides de tropano presentes na Datura. Além disso, o cogumelo Amanita muscaria e seus princípios ativos ácido ibotênico e muscimol também podem ser considerados delirantes, embora mais hipnóticos e com um mecanismo de ação único.

## Uso recreativo
Apesar do status legal de várias plantas delirantes comuns e medicamentos de venda livre, os delirantes são impopulares como drogas recreativas devido à disforia grave, efeitos cognitivos e físicos desconfortáveis e geralmente prejudiciais, bem como a natureza às vezes desagradável das alucinações produzidas.
Os relatos sobre o uso recreativo de delirantes no site da Erowid indicam uma forte relutância em repetir a experiência. Além de seus efeitos mentais potencialmente perigosos (acidentes durante experiências delirantes são comuns). Alguns alcalóides tropânicos, como aqueles encontrados em plantas do gênero Datura, são venenosos e podem causar morte por insuficiência cardíaca induzida por taquicardia, hipoventilação e hipertermia, mesmo em pequenas doses. Também se demonstrou que os anticolinérgicos aumentam o risco de desenvolver demência com uso a longo prazo, mesmo em doses terapêuticas; portanto, presume-se que eles apresentam um risco ainda maior quando usados em doses alucinogênicas. A escopolamina, em particular, foi implementada em modelos científicos usados para estudar a hipótese colinérgica da doença de Alzheimer e outras demências relacionadas.

## Classes de delirantes
| - Tropânicos: - atropina - hiosciamina - escopolamina - Ésteres do ácido glicólico: - benactizina - dicicloverina - ditran - EA-3167 | - clorfeniramina - ciclizina - dimenidrinato - difenidramina - doxilamina - meclizina - prometazina | - benzidamina - miristicina - elemicina - ácido ibotênico - muscimol |